# Kjöllerström
Kjöllerström är en svensk släkt. Dess äldste med säkerhet belagda stamfadern är korpralen Mikael Björnsson i Ingarp Åsenhöga (omkring 163(2)-1695). Geografiskt finns ursprunget i de nordvästra delarna av Småland i gränstrakterna mellan Östbo, Västbo och Mo härader.
Mikael Björnsson var troligen son till trumslagaren och knekten Björn Nilsson från Hillerstorp i Kävsjö socken. Björn Nilsson tillfångatogs vid Bamberg i Tyskland 1632 och avled förmodligen där. Släktnamnet, som nämns första gången 1689, tas upp av Mikael Björnssons son, länsmannen Ingemar Kjöllerström. Nu fortlevande grenar av släkten utgår från Ingemar Kjöllerströms söner, gästgivaren Petter Kjöllerström (1690-1773), vars dotters barn upptog släktnamnet, och fältväbeln Mikael Kjöllerström (1695-1760). En amerikansk gren, härstammande från den 1853 utvandrade Magnus Kjöllerström, upptog namnet Chilstrom.

Nedan följer en sammanställning över de i släktens första generationer som använder namnet:
- Mikael Bjönsson (omkring 1632-1695), korpral vid Jönköpings regemente, bonde i Ingarp, Åsenhöga
  - Ingemar Kjöllerström (d. 1706), länsman i Mo härad, gästgivare i Öreryd
    - Bernt Kjöllerström (d. 1709), länsman i Mo härad
    - Helena Katarina Kjöllerström (omkring 1683-1760), Drev
    - Petter Kjöllerström, (1690-1773), gästgivare i Öreryd
      - Skånegrenen: Petter Kjöllerström (1712-1722), inspektor, Östra Ljungby
        - Ulrica Eleonora Kjöllerström (1746-1799)
        - Anna Christina Catarina Kjöllerström (1748-1826), Svartorp
        - Magdalena Fredrika Kjöllerström (1749-1811), Byarum
        - Petronella Alexandrina Kjöllerström (1751-1808), Östra Ljungby
        - Alexander Peter Kjöllerström (1752-1799), fänrik vid Kronobergs regemente
        - Elisabet Benedikte Kjöllerstöm (1754-1820), Göteryd
        - Sofia Gustava Kjöllerström (f. 1757)

      - Örerydsgrenen: Kajsa Kjöllerström (1718-1805), Öreryd. Gift Svenning Jonsson (1713-1773), gästgivare i Öreryd.
        - Stina Svenningsdotter Kjöllerström (1740-1773), Gölingstorp, Nittorp
        - Ingemar Svenningsson Kjöllerström (1741-1805), gästgivare Öreryd
        - Peter Svenningsson Kjöllerström (1744-1797), gästgivare Gölingstorp, Nittorp
        - Maria Svenningsdotter Kjöllerström (1748-1821), Stommen, Mossebo
        - Jonas Svenningsson Kjöllerström (1753-1789), gästgivare Öreryd
        - Magnus Svenningsson Kjöllerström (1756-1808), bonde Åsen, Mossebo
        - Johannes Svenningsson Kjöllerström (1758-1831), bonde Stommen, Mossebo
        - Lisken Svenningsdotter Kjöllerström (1761-1761)
        - Lisken Svenningsdotter Kjöllerström (1764-1824), Sjötofta

    - Värnamogrenen: Mikael Kjöllerström (1695-1760), fältväbel vid Jönköpings regemente
      - Vallentin Kjöllerström (1722-1803), fältväbel vid Jönköpings regemente
      - Gustaf Reinhold Kjöllerström (1728-1803), sergeant vid Jönköpings regemente
      - Britta Kjöllerström (1730-1800), Värnamo

    - Elsa Kjöllerström (f. 1697)
    - Bengt Kjöllerström (f. 1698)
    - Nils Kjöllerström (f. 1701)

  - Håkan Mikaelsson (d. 1728), bonde i Skärvhult, Åsenhöga
    - Elin Håkansdotter (1682-1756)
      - Johan Månsson Kjöllerström, gästgivare Bredaryd
      - Håkan Månsson Kjöllerström, bonde Hillerstorp, Kävsjö

    - Mikael Kjöllerström (1693-1743), gästgivare Bölaryd, Villstad
    - Erland Kjöllerström (1695-1761), borgare Uddevalla

  - Per Ingrell (1667-1731), komminister i Lidhult
  - Nils Mikaelsson (d. omkring 1729), bonde i Marsås, Kävsjö

Bland släktens medlemmar finns:
- Teologen och professorn Sven Kjöllerström
- Författaren och komministern Per Kjöllerström
- Biskopen i Evangelical Lutheran Church in America (ELCA) Herbert W. Chilstrom[2]